# MAN Lion’s City 12 EfficientHybrid
MAN Lion's City 12 EfficientHybrid – typ niskopodłogowego autobusu wytwarzanego od 2019 r. w niemieckich zakładach MAN w Monachium.

## Konstrukcja
MAN Lion's City 12 EfficientHybrid to 12-metrowy, niskopodłogowy autobus klasy MAXI z napędem hybrydowym. W zależności od wersji nadwozie może posiadać dwoje lub troje dwupłatowych drzwi obrotowych. Napęd autobusu stanowi silnik spalinowy typu D1556 LOH Euro 6 sprzęgnięty ze skrzynią biegów za pomocą silnika elektrycznego. Trójfazowy reluktancyjny silnik o mocy 12 kW pełni dwojaką funkcję: alternatora i rozrusznika silnika spalinowego. Przy hamowaniu silnik elektryczny zamienia energię mechaniczną na elektryczną, którą gromadzi w kondensatorach o pojemności 40 Wh. Zgromadzona w ten sposób energia elektryczna zasila obwody elektryczne autobusu podczas postoju. Przy ruszaniu z miejsca energia elektryczna wykorzystywana jest do rozruchu silnika spalinowego.

## Dostawy
| Państwo        | Miasto         | Przewoźnik         | Lata dostaw      | Liczba | Numery taborowe                 |        |
| -------------- | -------------- | ------------------ | ---------------- | ------ | ------------------------------- | ------ |
| Hiszpania      | Pampeluna      | TUC                | 2020             | 9      |                                 | [ 2 ]  |
| Hiszpania      | Sabadell       | TUS                | 2020             | 2      | 156–158                         | [ 3 ]  |
| Niemcy         | Brunszwik      | BSVAG              | 2020–2021        | 35     | 2005–2031, 2102–2104, 2126–2130 | [ 4 ]  |
| Niemcy         | Delmenhorst    | Delbus             | 2021             | 4      | 85–88                           | [ 5 ]  |
| Niemcy         | Monachium      | Autobus Oberbayern | 2020             | 2      | 010, 013                        | [ 6 ]  |
| Niemcy         | Troisdorf      | RSVG               | 2020             | 22     | 2782–2794, 2840–2848            | [ 7 ]  |
| Polska         | Police         | SPPK               | 2021             | 2      | 3064, 3065                      | [ 8 ]  |
| Polska         | Komorniki      | PUK Komorniki      | 2021, 2023, 2024 | 3      | 7012, 7013, 7018                | [ 9 ]  |
| Polska         | TPBus          | TPBus              | 2021             | 1      | 8055                            | [ 10 ] |
| Polska         | Stalowa Wola   | MZK Stalowa Wola   | 2023             | 5      | 049–053                         | [ 11 ] |
| Węgry          | Veszprém       | V-Busz             | 2021             | 28     |                                 | [ 12 ] |
| Łączna liczba: | Łączna liczba: | Łączna liczba:     | Łączna liczba:   | 113    |                                 |        |